# Yazid Benfeghoul
Yazid Benfeghoul (* 1976) ist ein deutscher Filmproduzent, Schauspieler und Verleger im Bereich Splatterfilm/ Gore.
Yazid Benfeghoul veröffentlichte ab 1994 das Fanzine Gory News, das sich redaktionell um Splatter, Horror und Zombiefilme drehte. Ende der 1990er Jahre  begannen erste Filmproduktionen und Engagements als Schauspieler, er arbeitete später dabei öfters mit dem Regisseur Olaf Ittenbach zusammen. Seit 1999 präsentiert Yazid Benfeghoul den Kinoabend Splatterday Night Fever in Saarbrücken. 2000 gründete er zusammen mit Ricky Goldberg die Videothek Tape-o-Mania in St. Ingbert. 2007 wurde aus Gory News die Filmfachzeitschrift Deadline. Ab 2015 produzierte er den Zombiefilm Sky Sharks als Crowdfunding-Projekt.

## Filmografie (Auswahl)
als Filmproduzent
- 2000: Riverplay
- 2002: Beyond the Limits
- 2011: Inbred
- 2012: Legend of Hell
- 2014: Seed 2
- 2020: Sky Sharks

als Schauspieler
- 1997: Zombie - The Resurrection Regie: Holger Breiner & Torsten Lakomy
- 2003: Garden of Love – Der Beginn eines Alptraums Regie: Olaf Ittenbach
- 2006: Familienradgeber Regie: Olaf Ittenbach
- 2008: Sudden Slaughter – Knochenwald 3 Regie: Marius Thomsen
- 2009: Familienradgeber 2 Regie: Olaf Ittenbach